# Українсько-таджицькі відносини
Українсько-таджицькі відносини — двосторонні дипломатичні відносини між Республікою Таджикистан і Україною. Встановлені 24 квітня 1992 року. Обидві країни раніше були радянськими республіками. Тепер вони взаємодіють у межах таких міжнародних організацій як ООН, ОБСЄ та СОТ.

## Історія
Посольство Таджикистану у Києві розпочало роботу в грудні 2010 року. Українське посольство в Душанбе діє з жовтня 2012.
Двосторонні відносини ґрунтуються на Договорі про дружбу і співробітництво між Україною та Республікою Таджикистан, підписаному в ході офіційного візиту лідера Таджикистану Емомалі Рахмона до України 6 липня 2001 року. Президенти України Леонід Кучма, Віктор Ющенко та Віктор Янукович здійснювали візити до Таджикистану у квітні 2003 року, березні 2008 року та вересні 2011 року відповідно. У грудні 2008 року Емомалі Рахмон відвідав Україну з державним візитом, у грудні 2011 року — з офіційним, у липні 2012 — з робочим візитом.
Договірно-правова база відносин між країнами складається з 80 документів, угод, договорів, що охоплюють широкий спектр питань співробітництва в різних сферах.
Співпраця з Україною є одним із головних напрямків зовнішньої політики Республіки Таджикистан. Україна цікава для Таджикистану в економічній і військово-технічній сферах.
У 2012 році Надзвичайним і Повноважним послом України в Республіці Таджикистан був призначений Віктор Никитюк. Надзвичайним і Повноважним послом Республіки Таджикистан в Україні є Файзулло Холбобоєв.

## Економічне співробітництво
Важливим елементом зміцнення відносин між Україною та Таджикистаном є заснована у 2002 році Спільна міжурядова таджицько-українська Комісія з питань економічного співробітництва.
Україна постачає до Таджикистану харчові продукти, цукор, ліки, глинозем, цемент, вугілля, побутову техніку. Таджикистан експортує в Україну сирець бавовни-волокна, фрукти, овочі, сухофрукти. У 2014 році обсяг товарообіг між країнами склав 45 млн доларів США.